# Marcelo Dourado
Marcelo Pereira Dourado (Santiago, 29 de abril de 1972), mais conhecido como Marcelo Dourado, é um empresário, ex-lutador brasileiro de MMA e personal trainer. É conhecido por suas participações na quarta e na décima edição do reality show Big Brother Brasil, tendo sido o vencedor desta última.

## Biografia

### Infância e juventude
Marcelo Dourado nasceu em Santiago, Chile, quando seus pais se refugiaram por causa da ditadura militar nos anos 70, mas foi registrado e criado em Porto Alegre, onde lutava judô. Após alguns anos, conheceu o caratê através de seu pai e começou a lutar profissionalmente aos treze anos de idade, desenvolvendo a partir daí o gosto por outras artes marciais.

### Big Brother Brasil 4
Dourado participou do reality show Big Brother Brasil 4. Foi eliminado na oitava semana da competição, recebendo 68% dos votos do público ao enfrentar um paredão com a participante Marcela Queiroz.

### Detenção
Marcelo Dourado foi detido pela Polícia Militar em 2005, juntamente com outras 27 pessoas, por consumir drogas numa festa de música eletrônica no Rio de Janeiro. Ele foi flagrado fumando maconha. Após horas detido, foi liberado.

### Big Brother Brasil 10
Em 2010, após seis anos da primeira participação, retornou à mídia ao ser convidado para participar da décima edição do programa, vencendo a disputa pelo prêmio. Causou divergências e polêmicas ao apresentar uma suástica em seu braço, e, segundo a ABGLT, apresentar comportamento homofóbico. A assessora de Dourado, Aline Antonoff, divulgou um comunicado para a imprensa, no qual afirma que a suástica difere da nazista, por ser invertida, e não tem qualquer ligação com a mesma, já que o símbolo pertence a diversas culturas; também negou que o lutador seja homofóbico.
Em 30 de março de 2010, após votação recorde na história do reality show, Marcelo Dourado venceu a décima edição do Big Brother Brasil, recebendo 60% dos 154 milhões de votos, superando Fernanda Cardoso e Carlos Eduardo Parga ("Cadu") na final e conquistando o prêmio de R$1,5 milhão.

### Após o BBB10
Em 2010, o lutador e ator participou de um episódio do humorístico Casseta & Planeta, atuando como ele mesmo e também como outros personagens.
Em 2013 fez parte do elenco do filme Eu odeio o Big Bróder, fazendo o papel de Maurão.

## Carreira no mundo das lutas
Marcelo Dourado, é faixa preta de judô, jiu-jitsu e Luta Livre Tradicional, faixa roxa de Shorinji Kempo, e graduado em Educação Física pela Universidade Federal do Rio Grande do Sul.

### Conquistas
- 1988 - Campeão estadual (RS) de luta olímpica estilo livre
- 2000 - Campeão estadual (RS) peso absoluto de judô
- 2007 - 2o Lugar Campeonato Nacional de Jiu-jitsu (Faixa Marrom Master Masculino, Peso Médio)[14]
- 2007 - Vencedor do International Master & Sênior Jiu-jitsu Championship (Faixa Marrom Master Masculino, Peso Medio)[15][16]
- 2013 - Medalha de Prata no Campeonato Mundial Sênior de Jiu-jitsu[17][18]
- 2016 - Campeão brasileiro de Jiu-Jitsu
- 2018 - Campeão Brasileiro de Jiu-Jitsu Gi e No-Gi
- 2018 - Campeão Rio Open de jiu-jitsu
- 2018 - Campeão Sul-Americano de Jiu-Jitsu
- 2018 - Vice-Campeão Mundial Master de Jiu-Jitsu
- 2019 - Campeão Sul-Brasileiro de Jiu-Jitsu

### Carreira no MMA
Sua carreira no MMA iniciou-se após sua participação no BBB4.
Ao participar de competições profissionais, ele enfrentou adversidades características de quem escolhe a luta como profissão, como ossos quebrados e cirurgias. Em sua primeira luta profissional de MMA, Dourado derrotou Rafael Capoeira por nocaute já aos 4 minutos e 20 segundos do 1.º round. Nas lutas seguintes, porém, não obteve o mesmo êxito e foi derrotado em todas elas.
Além de lutador, desde 2004 Dourado também atua como árbitro de lutas de MMA. Segundo o próprio, ele já conduziu cerca de 60 lutas em sua carreira.

#### Cartel
| Cartel no MMA   |           |            |
| 8 lutas         | 1 vitória | 7 derrotas |
| Por nocaute     | 1         | 3          |
| Por finalização | 0         | 2          |
| Por decisão     | 0         | 2          |

| Res.    | Cartel | Oponente                       | Método                      | Evento                          | Data                   | Round | Tempo | Local                                           | Notas  |
| ------- | ------ | ------------------------------ | --------------------------- | ------------------------------- | ---------------------- | ----- | ----- | ----------------------------------------------- | ------ |
| Derrota | 1–7    | Jose Ivanildo Lopes Sousa      | Submissão (chave de joelho) | SF - Nocaute Super Fight        | 17 de Abril de 2009    | 1     | 4:48  | Aldeia Amazonia, Belém-PA                       |        |
| Derrota | 1–6    | Fabio Lima Ferreira            | Decisão (dividida)          | HTJ - Hero's the Jungle         | 13 de Outubro de 2007  | 3     | 5:00  | Amadeu Teixeira Sports Arena, Manaus-AM         |        |
| Derrota | 1–5    | Yuri Fraga                     | Submissão (guilhotina)      | Badboy - Super Fight Nocaute    | 14 de Junho de 2007    | 1     | 1:15  | Belém-PA                                        |        |
| Derrota | 1–4    | Murilo Rosa Filho              | TKO                         | IF 1 - Iron Fight               | 27 de Maio de 2006     | 1     |       | Clube dos Funcionários da CSN, Volta Redonda-RJ |        |
| Derrota | 1–3    | Fabiano Oliveira               | TKO                         | XFG - X Fight Games             | 10 de Dezembro de 2005 | 2     |       | Brasil                                          |        |
| Derrota | 1–2    | Jorge "Jorjão" Rodrigues Silva | KO                          | Heat FC 3 - Metamorphis         | 14 de Abril de 2005    | 2     |       | Natal-RN                                        | [ 21 ] |
| Derrota | 1–1    | Luis Fernando Miranda          | Decisão (Unânime)           | RF 1 - Real Fight 1             | 30 de Julho de 2004    | 3     | 5:00  | Rio de Janeiro-RJ                               |        |
| Vitória | 1–0    | Rafael Freitas "Capoeira"      | KO (Soccer Kick)            | Meca 8 - Meca World Vale Tudo 8 | 16 de Maio de 2003     | 1     | 4:20  | Palácio de Cristal, Curitiba-PR                 |        |

### Outras Modalidades Marciais
| Res.    | Cartel | Oponente      | Método             | Evento                                     | Data                   | Round | Tempo | Local             | Notas  |
| ------- | ------ | ------------- | ------------------ | ------------------------------------------ | ---------------------- | ----- | ----- | ----------------- | ------ |
| Derrota |        | Jackson Alves | intervenção médica | MSA#2 - Mixed Submission and Strike Arts 2 | 10 de novembro de 2012 | 5     |       | Rio de Janeiro-RJ | [ 22 ] |